# TIGER×DRAGON！
《TIGER×DRAGON！》（虎與龍）是由竹宮悠由子寫作、泰（ヤス）負責繪製插畫的一部日本輕小說。本系列作品在日本的電擊文庫刊載，本編10卷，另有番外篇3卷，共13卷單行本。台灣與香港地區由台灣角川發行，中國大陸地區則由天聞角川取得授權發行。電視動畫獲選為2009年第十三屆日本新媒體動漫藝術節動畫部門推薦的作品。小說於2007~2010年在這本輕小說真厲害！皆榜上有名。
本作品也從《月刊電擊Comic gao!》（MediaWorks）於2007年9月號開始連載漫畫版本，由絕叫擔任作畫。於2008年3月起转到《月刊Comic電擊大王》（ASCII MEDIA WORKS、MediaWorks）上连载。

## 故事大綱
本傳故事
眼神兇惡、看起來像不良少年的高須龍兒，事實上連跟別人吵架都沒有吵過，是個很普通的少年。如今，他正要升上高中二年級，並幸運地跟暗戀一年的櫛枝實乃梨和高一時的好友北村祐作同班。擔心自己再度被新班級的同學誤會的龍兒，卻意外地因為與被稱為「掌中老虎」的逢坂大河邂逅而解開大家對他的誤解。
事實上，大河暗戀的是北村。某天大河正要將情書放進北村的書包時，龍兒正好走進教室裡。慌忙間，大河將情書誤放進龍兒的書包中，於是她決定晚上帶著木刀潛入龍兒家中將情書搶回來，沒想到放進龍兒書包內的只有信封。那一晚，龍兒決定要幫助大河，讓她能與北村交往。由於大河一人獨居，且完全不會作家事及料理，因此龍兒與大河便常常一起在龍兒家吃晚餐、一起上學、一起去超市買料理材料。因為這件事情，他們兩人被實乃梨與北村誤解正在交往了……
書名《TIGER×DRAGON！》即是來自於「掌中老虎」的老虎及「龍兒」的龍。
外傳故事《幸福的櫻色龍捲風》
高一學生富家幸太因為其生來就會招來不幸的體質，與狩野櫻意外邂逅並成爲了朋友。櫻的姐姐——學生會長狩野堇，藉此命令幸太輔導櫻糟糕的功課。隨著幸太與櫻的關係越來越親密，圍繞在幸太身邊的不幸也慢慢地消散了？

## 登場人物
註：人物譯名參照台灣角川中文版；下表人物以動畫版為準。

### 主要人物
高須龍兒（／），配音：間島淳司（日本）
年齡：原著是16歲→17歲(第九卷後)，班級：2年C班，星座：雙魚座（小說）／金牛座（動畫），身高：173cm，血型：A型。
本作的男主角。由於遺傳到爸爸的兇惡眼神，常常被誤認為不良少年，本人因此十分討厭自己的長相。但事實上只是一個普通的少年，性情認真負責，擅長家務，愛乾淨，做的料理也相當美味。飼養一隻名為「小鸚」的鸚鵡，並與母親高須泰子生活。
暗戀著同班同學櫛枝實乃梨，後來在逢坂大河的相處中漸漸的喜歡上大河，從未了解到川嶋亞美喜歡他的心意。故事最終向大河求婚成功，之後讓大河離開前去處理她與母親的問題，最後與高三復學的大河重逢並交往（動畫版中則是大河轉走並在高中畢業典禮那天回來與其重逢）。
逢坂大河（／），配音：釘宮理惠（日本）
班級：2年C班，身高：143.6cm（自稱145cm）。綽號「掌中老虎」（手乗りタイガー），其名字「大河」的日文發音和老虎的英文名稱「Tiger」發音類似。
本作的女主角。是個傲嬌、兇暴、任性、毒舌但又有點愛哭的冒失娘。身材嬌小，好像可以捧在手中一樣，這也是她綽號的來源，綽號也有些情結。總是穿著棉製折邊的衣服，常被說像人偶。同時對自己的貧乳身材也十分在意。
家庭富裕，但由於父母兩人關係不好，而被半強迫的離開家住進公寓，只靠定期的生活費過活。此外，對於家事完全不拿手，總是要龍兒照顧。生氣時力氣很大，卻不會騎腳踏車。比起起司和甜點，比較喜歡肉製品。
自幼在天主教系女子學校接受教育，雖然因為品行不良而未升入對應高中，但是仍然遵循着先前學校行善志願者的要求，每年聖誕節都會向孤兒以聖誕老人的名義寄送禮物。是超級旱鴨子，經過龍兒的特訓後，終於可以使用浮板游泳（基本是靠她的超強腳力，浮起來後狂踢爆衝，瞬間游到對岸）。
喜歡同班同學北村祐作，但曾經拒絕過他的告白（本人說是因為突然被告白，一時不知所措，想都沒想就先拒絕了）。在北村面前表現得極度緊張，常常有可笑的言行舉止。在聖誕節中才發現自己喜歡龍兒，此後對北村說話也不再那麼緊張。故事最終被龍兒求婚並答應且表示龍兒不得反悔，之後離開去處理自己與母親的問題，在高三復學後與龍兒重逢並交往（動畫版中則是轉走並在高中畢業典禮那天回來並與龍兒重逢）。
櫛枝實乃梨（／），配音：堀江由衣（日本）
班級：2年C班，身高：158cm。暱稱「小實」（みのりん）
逢坂大河的好友，非常關心大河的生活。女子壘球社的社長。性格雖相當天然但卻擁有自己的一套處事原則，看似無憂無慮甚至幼稚，但其實內心成熟。打工很多，食量極大，但討厭發酵食品。本人自稱超害怕幽靈或者恐怖的超自然現象，實際上則相反。
喜歡高須龍兒，幾度以為龍兒與大河正在交往，但因為大河喜歡龍兒，所以沒有接受龍兒的告白，也想撮合他們兩個。
北村祐作（／），配音：野島裕史（日本）
班級：2年C班，身高：170cm。綽號「丸尾同學」（《櫻桃小丸子》裡的班長，被班上同學取的）。
高須龍兒的好友。擔任學生會副會長兼2年C班班長，也是男子壘球社社長。戴著度數極深的眼鏡，有著能夠很快融洽附近環境的勤勉正直的開朗性格，但有時也會有莫名其妙的語出驚人。有摩托車駕照。
曾向大河告白，但被大河甩掉後，被學生會長找去參加學生會，後來喜歡上會長。在會長出國之前，利用学生会长竞选演讲的機會公開在全校學生面前向她告白後卻被拒絕，事後被全校奉為「失戀大明神」。
川嶋亞美（／），配音：喜多村英梨（日本）
班級：2年C班，身高：165cm，體重：45kg。
北村祐作的青梅竹馬，在第一學期中轉學到2年C班的美少女，原本的工作是模特兒，但因為某些事情，在轉學後就暫時停止工作。模特兒的工作外，同時在拳擊場練習，對保持完美的體態以及美貌的事情十分注意。外表看起來對人很好，事實上是個驕縱的腹黑女。
自我中心、毒舌的她在第一次遇到大河時就露出本性，並遭到大河反擊。從此以後兩人關係是水火不容，被大河稱呼「性格惡劣的吉娃娃」、「笨蛋吉」。但是另一方面又有些羨慕大河毫不雕飾的性格。對於自己的兩面性不斷地在肯定和否定間搖擺不定，也有著一個人躲在自動販賣機空隙閒落獨飲果汁令人意外的陰暗面存在。
當初只是為了讓大河不爽半開玩笑性地對龍兒出手，然而由於龍兒能夠接受自己的兩面性，也開始表現出單純想要和龍兒在一起心情的模樣，在龍兒面前也變得坦誠，後來漸漸被龍兒吸引進而喜歡龍兒，發現龍兒與大河和實乃梨的三角戀沒有介入的餘地，進而刺激他們讓三人的戀情漸漸明瞭，為本作唯一沒有表達心意的角色。

### 大橋高中學生
春田浩次（／），配音：吉野裕行（日本）
2年C班的男學生，龍兒的好友，天性開朗。由於成績很差，加上時常作出可笑的言行舉止，被同班同學認為是走後門進學校的。
能登久光（／），配音：興津和幸（日本）
2年C班的男學生，龍兒的好友。戴著黑框眼鏡，對文系科目相當擅長。常與同班的木原麻耶互相對峙甚至最後鬧翻，才發現自己喜歡上她。
木原麻耶（／），配音：野中藍（日本）
2年C班的女學生。愛好追逐流行的女孩，擁有一頭奶茶色長髮，喜歡北村。
香椎奈奈子（／），配音：石川桃子（日本）
2年C班的女學生。與木原麻耶是好朋友。
狩野堇（／），配音：甲斐田裕子（日本）
經常保持成績首位的女學生會長，特待生。拥有剑道和合气道的段位（但在一次搏鬥中輸給大河），视力也好到测不出来的程度。因为比男性还要能干，所以被一部分学生当作可以依靠的大哥。家里经营超市，非常不善于饮酒，也很怕蛇。有个叫樱的妹妹。因为和祐作比较亲近，所以被大河敌视。於小說第六卷後往美國留學，目標是成為太空人。在強勢的背後也有出乎意料地感性的一面，對北村有好感。
狩野櫻（／），配音：阿澄佳奈（日本）
番外篇《幸福的櫻色龍捲風》的女主角，堇就读同一高中的妹妹，憧憬着姐姐。不过自身成绩非常糟糕，第一学期期中考，曾经全科不及格。同姐姐一样很怕蛇。個性天然呆而身材絕佳，完全不設防的個性，即使走光也不在意。
富家幸太（／），配音：岡本信彥（日本）
番外篇《幸福的櫻色龍捲風》系列的主人公。1年級。擁有和名字相反的不幸體質。就讀高中開學前一個月因為突來的疾病，晚了一個月才入學。現在在狩野堇會長下作為學生會總務工作着。成績非常好。在他幸福的时候，他的家人和朋友就会遭遇不幸。虽然当初喜欢大河，但是发现了她的本性之后就开始和她保持距离。被學生會長逼迫輔導其妹妹櫻的功課，之后和樱相恋。
村瀨（／），配音：大原崇（日本）
二年A班學生，學生會總務長。
光井百合子（／），配音：藤田麻美（日本）
一年級學生，個性嬌羞內向，曾在文化祭（類似園遊會）中以女僕咖啡廳店員裝扮登場。

### 大橋高中教師
戀窪百合（／），配音：田中理惠（日本）
29歲單身，並即將邁入第30個年頭。2年C班的導師，教授英文。相當懷念年輕的時光，轉而對學生們懷有類似嫉妒的微妙感情，常近乎瘋狂的自暴自棄說自己只是個「年近三十的獨身老姑婆」。當與大河言語對峙時常顯出自己的懦弱。
黑間克彦（／），配音：金光宣明（日本）
26歲，體育教師，身材壯碩且皮膚黝黑。

### 學生的家族
高須泰子（／），配音：大原沙耶香（日本）
高須龍兒的母親，自稱「永遠的23歲」（實際33歲），身高153cm。是酒吧「毘沙門天國」的媽媽桑，花名「魅羅乃」。身材極好（巨乳，G罩杯）。自稱「泰泰」。在16歲高一時懷孕生下龍兒，但龍兒的父親在泰子懷孕的時候便跟其他女人離去，而泰子離家出走將龍兒撫養成人。自始至終未得到自己父母的原諒，但在龍兒上幼兒園時曾很想回到父母身邊（其時生活困窘），最終因大河的謊言，將泰子騙到外公家，過往之事也隨著龍兒的長大而釋懷。
小鸚，配音：後藤沙緒里（日本）
鸚鵡，龍兒飼養的寵物，長相相當醜陋，大河稱之為「醜斃了的變態鸚鵡」，似乎只有龍兒及泰子不這麼覺得。會講許多困難的詞，似乎還有依自我意識說話的能力，卻總不會說自己的名字，於最後一集才終於說出。
高須清兒（／），配音：青木強（日本）
泰子的父親，57歲，自營會計師事務所。
高須園子（／），配音：小林美奈（日本）
泰子的母親，55歲，與泰子長相相似。
逢坂陸郎（／），配音：古澤徹（日本）
逢坂大河的生父，46歲。在與前妻離異後，與年輕的逢坂夕再婚。因為後妻與大河的矛盾升級，在大河的要求下，將大河安置在另外的寓所生活並供給生活費。但在對待大河的問題上並沒有盡到父親應有的責任。
加納育惠，配音：大浦冬華（日本）
逢坂大河的生母，42歲。再婚後，又再度懷孕。與大河關係良好。在大河高中二年級結束後，為大河辦理轉校手續(後改為休學手續)，之後一同生活。

## 出版書籍

### 輕小說
| 日文版 | 中文版                                   | MediaWorks →ASCII Media Works | MediaWorks →ASCII Media Works | 台灣角川       | 台灣角川               | 湖南美術出版社（出版） 天聞角川（發行） | 湖南美術出版社（出版） 天聞角川（發行） |
| 日文版 | 中文版                                   | 發售日期                      | ISBN                          | 發售日期       | ISBN                   | 發售日期                                | ISBN                                    |
| ------ | ---------------------------------------- | ----------------------------- | ----------------------------- | -------------- | ---------------------- | --------------------------------------- | --------------------------------------- |
|        | TIGER×DRAGON1！                          | 2006年3月10日                 | ISBN 978-4-8402-3353-8        | 2006年12月26日 | ISBN 978-986-174-204-5 | 2011年7月5日                            | ISBN 978-7-5356-4495-4                  |
|        | TIGER×DRAGON2！                          | 2006年5月10日                 | ISBN 978-4-8402-3438-2        | 2007年2月27日  | ISBN 978-986-174-284-7 | 2011年9月5日                            | ISBN 978-7-5356-4699-6                  |
|        | TIGER×DRAGON3！                          | 2006年9月10日                 | ISBN 978-4-8402-3551-8        | 2007年4月26日  | ISBN 978-986-174-333-2 | 2011年10月5日                           | ISBN 978-7-5356-4763-4                  |
|        | TIGER×DRAGON4！                          | 2007年1月10日                 | ISBN 978-4-8402-3681-2        | 2007年9月15日  | ISBN 978-986-174-473-5 | 2011年12月5日                           | ISBN 978-7-5356-4873-0                  |
|        | TIGER×DRAGON5！                          | 2007年8月10日                 | ISBN 978-4-8402-3932-5        | 2008年4月30日  | ISBN 978-986-174-645-6 | 2012年5月5日                            | ISBN 978-7-5356-5297-3                  |
|        | TIGER×DRAGON6！                          | 2007年12月10日                | ISBN 978-4-8402-4117-5        | 2008年11月4日  | ISBN 978-986-174-875-7 | 2012年8月20日                           | ISBN 978-7-5356-5518-9                  |
|        | TIGER×DRAGON7！                          | 2008年4月10日                 | ISBN 978-4-04-867019-7        | 2009年1月23日  | ISBN 978-986-174-966-2 | 2012年10月5日                           | ISBN 978-7-5356-5620-9                  |
|        | TIGER×DRAGON8！                          | 2008年8月10日                 | ISBN 978-4-04-867170-5        | 2009年4月28日  | ISBN 978-986-237-051-3 | 2013年1月5日                            | ISBN 978-7-5356-5893-7                  |
|        | TIGER×DRAGON9！                          | 2008年10月10日                | ISBN 978-4-04-867265-8        | 2009年7月22日  | ISBN 978-986-237-166-4 | 2013年8月20日                           | ISBN 978-7-5356-6356-6                  |
|        | TIGER×DRAGON10！                         | 2009年3月10日                 | ISBN 978-4-04-867593-2        | 2009年9月25日  | ISBN 978-986-237-260-9 |                                         |                                         |
|        | TIGER×DRAGON SPIN OFF！ 幸福的櫻色龍捲風 | 2007年5月10日                 | ISBN 978-4-8402-3838-0        | 2008年8月16日  | ISBN 978-986-174-640-1 |                                         |                                         |
|        | TIGER×DRAGON SPIN OFF2！ 秋高虎肥        | 2009年1月10日                 | ISBN 978-4-04-867459-1        | 2009年12月11日 | ISBN 978-986-237-441-2 |                                         |                                         |
|        | TIGER×DRAGON SPIN OFF3！ 瞧瞧我的便當    | 2010年4月10日                 | ISBN 978-4-04-867019-7        | 2010年11月19日 | ISBN 978-986-237-914-1 |                                         |                                         |

### 漫畫
| 冊數 | KADOKAWA                    | KADOKAWA                                                          | 台灣角川       | 台灣角川               |
| 冊數 | 發售日期                    | ISBN                                                              | 發售日期       | ISBN                   |
| ---- | --------------------------- | ----------------------------------------------------------------- | -------------- | ---------------------- |
| 1    | 2008年2月27日               | ISBN 978-4-8402-4219-6                                            | 2008年10月30日 | ISBN 978-986-174-850-4 |
| 2    | 2009年1月27日 2009年2月27日 | ISBN 978-4-04-867400-3（特裝版） ISBN 978-4-04-867633-5（通常版） | 2009年10月7日  | ISBN 978-986-237-283-8 |
| 3    | 2010年1月27日               | ISBN 978-4-04-868368-5                                            | 2010年7月2日   | ISBN 978-986-237-697-3 |
| 4    | 2011年1月27日               | ISBN 978-4-04-870244-7                                            | 2011年10月12日 | ISBN 978-986-287-261-1 |
| 5    | 2012年3月27日               | ISBN 978-4-04-886492-3                                            | 2012年9月26日  | ISBN 978-986-287-915-3 |
| 6    | 2013年7月27日 2013年8月27日 | ISBN 978-4-04-891651-6（特裝版） ISBN 978-4-04-891618-9（通常版） | 2014年6月25日  | ISBN 978-986-366-005-7 |
| 7    | 2015年2月27日               | ISBN 978-4-04-869057-7                                            | 2015年11月27日 | ISBN 978-986-366-813-8 |
| 8    | 2017年10月27日              | ISBN 978-4-04-893426-8                                            | 2018年8月23日  | ISBN 978-957-564-363-8 |
| 9    | 2019年6月27日               | ISBN 978-4-04-912584-9                                            | 2022年10月13日 | ISBN 978-626-321-856-7 |
| 10   | 2021年11月26日              | ISBN 978-4-04-914083-5                                            | 2022年10月13日 | ISBN 978-626-321-857-4 |

## 電視動畫
《電擊文庫MAGAZINE》2008年5月號雜誌以及上發表了動畫化。並於2008年10月1日播放，於2009年3月25日完結，共25話。另在2018年10月24日因十周年發售Complete Blue-ray BOX。

### 工作人員
- 導演：長井龍雪
- 系列構成：岡田麿里
- 人物設定：田中將賀
- 動畫製作：J.C.STAFF
- 企劃製作：GENCO
- 音樂：橋本由香利
- 音樂製作：STARCHILD Record

### 主題曲
25話無片头曲。
片头曲
1話～16話、OVA：（恋爱预演）
歌 - 逢坂大河、櫛枝實乃梨、川嶋亞美（釘宮理惠、堀江由衣、喜多村英梨），作詞 - 渡邊亞希子，作曲 - 大久保薰，編曲 - 鈴木光人
17話～24话：（丝质之心）
歌 - 堀江由衣，作詞 - Satomi，作曲 - 藤末樹，編曲 - 川口圭太
片尾曲
1話～16話、OVA：（盐味香草冰淇淋）
歌 - 堀江由衣，作詞 - Satomi，作曲 - Funta，編曲 - 中塚武
17話～18話，20話～25话：（橙色）
歌 - 逢坂大河、櫛枝實乃梨、川嶋亞美（釘宮理惠、堀江由衣、喜多村英梨），作詞 - 渡邊亞希子，作曲 - Funta3，編曲 - 橋本由香利
插入曲
19話：（圣夜）
歌 - 逢坂大河・川嶋亞美（釘宮理惠・喜多村英梨），作詞 - 岡田麿里，作曲 - 橋本由香利，編曲 - 橋本由香利

### 各话标题
| 話数 | 日文标题 | 中文标题          | 剧本              | 分镜              | 演出       | 作画監督                            | 總作畫監督        | 參考原作部分       |
| ---- | -------- | ----------------- | ----------------- | ----------------- | ---------- | ----------------------------------- | ----------------- | ------------------ |
| 1    |          | 虎與龍            | 岡田麿里          | 長井龍雪          | 長井龍雪   | 田中將賀                            | -                 | 1卷                |
| 2    |          | 龍兒與大河        | 岡田麿里          | 笠井賢一          | 笠井賢一   | 宮川智惠子                          | 下谷智之          | 1卷                |
| 3    |          | 你的歌            | 岡田麿里          | 高田耕一          | 久保山英一 | 古川博之                            | 田中將賀          | 原創故事           |
| 4    |          | 那時的表情        | 岡田麿里          | 井出安軌          | 櫻美勝志   | 富岡寬                              | 下谷智之          | 原創故事           |
| 5    |          | 川嶋亞美          | 樋口達人          | 惠瑛太            | 浅野勝也   | 大塚舞                              | 田中将賀          | 2卷                |
| 6    |          | 真正的自我        | 岡田麿里          | 中村守            | 山崎茂     | 都竹隆治 重松晋一                   | 下谷智之          | 2卷                |
| 7    |          | 游泳池開放        | 岡崎純子          | 駒井一也          | 青井小夜   | 山口智                              | 田中将賀          | 3卷                |
| 8    |          | 为谁而战          | 岡崎純子 岡田麿里 | 大原實            | 石田暢     | 内原茂 小澤郁                       | 下谷智之          | 3卷                |
| 9    |          | 与你共赴海滩      | 樋口達人          | 惠瑛太            | 櫻美勝志   | 大木良一                            | 田中将賀          | 4卷                |
| 10   |          | 煙火              | 樋口達人          | 笠井賢一 高田耕一 | 笠井賢一   | 宮下雄次 木村晃一                   | 下谷智之          | 4卷                |
| 11   |          | 大橋高中校慶 上集 | 橫谷昌宏          | 高田耕一          | 橋本敏一   | 河野稔 飯飼一幸 加藤万由子          | 田中將賀          | 5卷                |
| 12   |          | 大橋高中校慶 中集 | 岡田麿里          | 駒井一也          | 高島大輔   | 許宰銑 富岡寬                       | 下谷智之          | 5卷                |
| 13   |          | 大橋高中校慶 下集 | 岡田麿里          | 下田正美          | 雄谷將仁   | 海堂浩幸 岩倉和憲 柳伸亮            | 山田裕子          | 5卷                |
| 14   |          | 幸福的掌中老虎    | 岡田麿里          | 長井龍雪          | 三木俊明   | 大野勉 杉藤早百合                   | 川田剛            | 2卷、6卷 原創故事  |
| 15   |          | 遙遠的星星        | 樋口達人          | 惠瑛太            | 石田暢     | 大木良一                            | 田中将賀          | 6卷                |
| 16   |          | 踏出的一步        | 樋口達人          | 山本英世          | 櫻美勝志   | 内原茂 宮下雄次 中山由美 沼田誠也   | 下谷智之 田中将賀 | 6卷                |
| 17   |          | 聖誕節水星将逆转  | 横谷昌宏          | 鈴木洋平          | 鈴木洋平   | 大塚舞 岩倉和憲                     | 田中将賀          | 7卷                |
| 18   |          | 在圣诞树之下      | 横谷昌宏          | 大畑清隆          | 高島大輔   | 宮下雄次 中山由美                   | 下谷智之          | 7卷                |
| 19   |          | 圣诞派对          | 横谷昌宏          | 笠井賢一          | 笠井賢一   | 落合瞳 木野下澄江 海堂浩幸 赤井俊文 | 田中将賀          | 7卷                |
| 20   |          | 一直，就这样      | 樋口達人          | 山本秀世          | 齊藤德明   | 山川宏治                            | 下谷智之          | 8卷                |
| 21   |          | 无论怎样做        | 横谷昌宏          | 高田耕一          | 青井小夜   | 大木良一 沼田誠也 川田剛            | 田中将賀          | 8卷                |
| 22   |          | 有你的景色        | 岡田麿里          | 二瓶勇一          | 石田暢     | 内原茂 岸本誠司                     | 下谷智之          | 9卷                |
| 23   |          | 应该前进的道路    | 岡田麿里          | 鈴木洋平          | 鈴木洋平   | 本村晃一 富岡寬 田中将賀            | 田中将賀          | 9卷                |
| 24   |          | 告白              | 岡田麿里          | 佐藤卓哉          | 櫻美勝志   | 落合瞳 中山由美                     | 落合瞳            | 9卷、10卷 原創故事 |
| 25   |          | 龙与虎！          | 岡田麿里          | 長井龍雪          | 長井龍雪   | 田中將賀 岩倉和憲                   | 田中將賀          | 10卷 原創故事      |
| OVA  |          | 便當的秘訣        | 岡田麿里          | 長井龍雪          | 長井龍雪   | 田中將賀                            | -                 | SPIN OFF3          |

### 播放電視台
日本深夜動畫：下文記載的日本国内播放時間使用日本標準時間（UTC+9）表示。因為部分時間标识會採用30小时制，因此請留意这类超过24:00的时间，其實際播放時間為翌日清晨。
| 播出地域       | 電視台       | 播出日期                      | 播出時間                   | 聯播網         |
| -------------- | ------------ | ----------------------------- | -------------------------- | -------------- |
| 關東廣域圈     | 東京電視台   | 2008年10月1日－2009年3月25日  | 星期三 25時20分 - 25時50分 | 東京電視系     |
| 大阪府         | 大阪電視台   | 2008年10月1日－2009年3月25日  | 星期三 25時20分 - 25時50分 | 東京電視系     |
| 愛知縣         | 愛知電視台   | 2008年10月1日－2009年3月25日  | 星期三 25時28分 - 25時58分 | 東京電視系     |
| 福岡縣         | TVQ九州放送  | 2008年10月5日－2009年3月29日  | 星期日 26時30分 - 27時00分 | 東京電視系     |
| 北海道         | 北海道電視台 | 2008年10月6日－2009年3月30日  | 星期一 25時30分 - 26時00分 | 東京電視系     |
| 岡山縣、香川縣 | 瀨戶內電視台 | 2008年10月8日－2009年4月1日   | 星期三 25時48分 - 26時18分 | 東京電視系     |
| 日本全國       | AT-X         | 2008年10月17日－2009年4月3日  | 星期五 11時30分 - 12時00分 | CS（通信衛星） |
| 鹿儿岛县       | 鹿儿岛电视台 | 2009年2月26日－8月20日        | 星期四 26時10分 - 26時40分 | 富士网         |
| 臺灣           | Animax       | 2011年12月19日－2012年1月20日 | 星期一至五 22:30－23:00    | 有線電視       |

## 游戏作品
- 2009年4月30日，由Bandai Namco Game制作的虎與龍攜帶版发售。[5]故事是以高須龍兒圣诞节晚会后，因流感而失忆为背景展开的視覺小說類冒险故事。
- 2021年3月19日至4月1日与拜托了，不要让我回到现实！交响舞台联动，背景故事是逢坂大河、栉枝实乃梨、川岛亚美穿越到拜托了，不要让我回到现实！交响舞台[6]

## 其他
- 2008年，高須龍兒在「這本輕小說真厲害！」男性人氣票選拿下第二名，逢坂大河拿下女性人氣第三名。
- 2009年，逢坂大河分別在日本與韓國的最萌大賽拿下雙冠軍，也是釘宮理惠所配角色第一次封后。
- 2010年4月11日，原作者竹宮老師應台灣淳久堂書店的邀請，來台舉辦新書發表與簽書會。

## 外部連結
- AMW多媒體情報（日語）
- 動畫官方網站（页面存档备份，存于）（日語）
- 動畫官方網站（Star Child）（页面存档备份，存于）（日語）
- 電撃文庫網站（日語）